# 呉漢
呉 漢（ご かん、? - 44年）は、後漢の武将。字は子顔（しがん）。南陽郡宛県（河南省南陽市宛城区）の人（『後漢書』列伝8・本伝）。光武帝の功臣であり、雲台二十八将の第2位に序せられる（『後漢書』列伝12）。

## 事跡
家は貧しく、県に出仕して亭長となるが、その賓客が法を犯したため戸籍を脱し、彭寵と共に漁陽に逃げ、馬を商うなどして幽州に暮らし、地元の豪傑と誼を結んだ。
更始元年（23年）更始帝の使者によって、彭寵は漁陽太守、呉漢は安楽令となった。その12月に邯鄲に王郎が兵を興すと、もとより更始帝の行大司馬劉秀に付くべき考えていた呉漢は、劉秀の檄文を捏造し、王郎は偽者でどこかしこも劉秀に帰属していると、或る者に言わせる謀略によって、漁陽太守の彭寵や官僚を信じさせた。同郡の蓋延・王梁、更に上谷郡の将の景丹・寇恂・耿弇と共に、王郎の軍を撃ち、広阿で劉秀の軍に合流した。偏将軍に任じられ、劉秀が王郎の邯鄲を討った後に列侯に封じられた。更に劉秀が幽州から兵を発する際には大将軍に任じられ、更始帝の幽州牧苗曽を右北平郡に斬って、その軍を奪い、更に兵を集め、銅馬軍を追う劉秀本軍に合流した。また岑彭と共に更始帝の尚書令謝躬を魏郡鄴に斬った。
建武元年（25年）、呉漢は諸将と共に図讖を劉秀に献じ、劉秀に皇帝に即位することを促した。即位した光武帝は、呉漢を先の苗曽・謝躬を斬った功によって大司馬と為した。
建武2年（26年）、九将を率いて流賊の檀郷を破って降した。功によって広平侯となり四県を賜った。
建武3年（27年）、二将を率いて流賊の青犢を破って降し、また七将を率いて、当時の群雄の一人劉永の将の蘇茂を破った。
建武4年（28年）、流賊の五校を破った。
建武5年（29年）、耿弇を率いて富平・獲索の賊を破り降した。また劉永の遺児の劉紆を捕えた。
建武6年（30年）、東海郡の群雄であった董憲を降して洛陽に凱旋し、叛乱した隗囂に備え長安に駐屯。
建武8年（32年）、光武帝の隗囂親征に従い、隗囂を岑彭と共に囲むも公孫述の救援のため長安まで撤退。
建武9年（33年）、四将軍を率いて、群雄盧芳の将の賈覧を撃つも勝たず。建武10年（34年）、王覇等五将軍を率いて、賈覧と匈奴の連合を退けた。
建武11年（35年）、岑彭を率いて、蜀の公孫述を討つ。岑彭が暗殺された後は、全軍を統括して、建武12年（36年）、遂には公孫述の勢力を滅ぼした。
建武18年（42年）、二将軍を率いて、叛乱した蜀郡の守将の史歆を討った。
建武20年（44年）、逝去し、有司が武侯を奏上するも、光武帝により忠侯と諡された。

## 人柄・逸話
- 朴訥な人物であるが、勇猛で知謀ありと鄧禹によって見出された。
- 朝廷では明察で謹厳質朴と見られ、戦場ではいつも冷静で挫ける事が無く、光武帝は呉漢を見れば安心できたと言う。
- 鬲県の攻略の際、鬲県の豪族たちがその長を追い出して反していたので、諸将が攻めるを請うも呉漢は「これは長の罪、軽々しく兵を進めるな」と許さず、この長を探させ捕えて城中に詫びさせ、無血開城させた。諸将はその知略に感服した。
- 建武2年、光武帝から宛の董訢の討伐を命じられたが、宛へ向かう途中で略奪を働く。故郷の新野を呉漢に荒らされた同僚の破虜将軍鄧奉は、激怒して呉漢を撃破し、漢に叛逆した。
- 蜀の攻略時、公孫述と延岑の一族を皆殺しにしただけでなく、配下の兵に掠奪を許し宮室を焼いたため、光武帝は譴責している。この禍根が後に蜀の叛乱につながった。
- 平時に光武帝が様子見させると武具の手入れをしていて、常に戦いに備え、何時でも出陣できた。

## 小説
- 宮城谷昌光『呉漢』中央公論新社、2017年。ISBN 9784120050183。